# Elaphoglossum marquisearum
Elaphoglossum marquisearum är en träjonväxtart som beskrevs av Roland Napoléon Bonaparte. Elaphoglossum marquisearum ingår i släktet Elaphoglossum och familjen Dryopteridaceae. Inga underarter finns listade.